# 第二代墨爾本子爵威廉·蘭姆
第二代墨爾本子爵威廉·兰姆，PC、PC(愛)、FRS（William Lamb, 2nd Viscount Melbourne，1779年3月15日 - 1848年11月24日），英国辉格党政治家，曾任内政大臣、首相。他曾热情辅导即位之初的维多利亚女王。历史学家普遍对墨爾本子爵评价不高，主要是因为他在任期间，既没有发生对外战争，也没有需要解决的国内问题，缺乏大成就、原则不明确。但是，主要研究18世纪的历史学家约翰·加农（John Cannon）称赞他“慈祥、诚实，又无私。”

## 早年生活
墨爾本生于伦敦显赫辉格党家庭，父亲是第一代墨尔本子爵佩尼斯顿·兰姆（Peniston Lamb, 1st Viscount Melbourne），母亲是墨爾本子爵夫人伊丽莎白·兰姆（Elizabeth Milbanke Lamb, Viscountess Melbourne）。他受教于伊顿公学、剑桥大学三一学院。在三一学院时，他加入了一个浪漫激进的团体，而这个团体的成员包括珀西·比希·雪莱、拜伦勋爵。1805年，他取代长兄成為父親世襲爵位的法定繼承人，并娶卡羅琳·龐森比女爵（Lady Caroline Ponsonby）为妻。次年，他入选下议院，代表莱姆斯特（Leominster），是辉格党的成员。1806年，为了准备大选，他改为代表哈丁顿自治市（Haddington burghs）。1807年，他再次更改代表区域，这次代表的是彼得伯勒，并且一直连任到1812年為止。
1812年，他的妻子与拜伦勋爵傳出绯闻。卡羅琳戏称拜伦“疯、坏，结识他很危险”，这句戏言广为人知，几乎可以作为拜伦勋爵的墓志铭，两人的绯闻在全国街知巷闻，最后，两人在1813年不情愿地分开了。卡羅琳在1828年去世。
1816年，墨爾本子爵在菲茨威廉勋爵（Lord Fitzwilliam）支持下，再一次在彼得伯勒當選下院議員。他向霍蘭勳爵（Lord Holland）承诺，他会谨守辉格党自光荣革命以来的原则，不会作出“修正”。他兑现承诺，在国会发表反对改革的演说，在1817年烽烟四起时投票支持暂停人身保护令（Habeas Corpus）。
墨爾本的特点之一是总是能找到中间地带。虽然他是一个辉格党人，但是，他还是接受了温和托利党政府先后两位首相：喬治·坎寧、戈德里奇子爵的邀请，出任愛爾蘭布政司（Chief Secretary for Ireland）。1828年，他的父亲去世，他继承父亲的爵位，成为墨爾本子爵，进入上议院。他在下院渡过了25年，一直是后坐议员，在政界并不知名。

## 内政大臣
1830年11月，由格雷伯爵领导的辉格党上台，墨爾本获委任为内政大臣。在1830年至1832年的骚乱中，他“行动有力、敏捷，朋友都由衷地感谢他。”在1830年到1831年施榮暴動（Swing Riots）的余波中，他反对调集军队镇压骚乱（这是托利党的主张），主张奖励抓到骚乱者的治安官。他组建了一个特别委员会，确保对1,000个被捕者的审判公平、公正：其中三分之一的人被判无罪，另外五分之一的人被判死刑，代替流放。

## 首相
1834年7月，格雷伯爵辞去首相一职。因为托利党无法成功组阁，威廉四世被迫任命另一个辉格党人代替他。墨爾本子爵是最合适的人选，他既被英皇接受，又被辉格党接受。在收到格雷伯爵的信与英皇召见他讨论组阁事宜的消息后，墨爾本子爵犹豫了一下，因为他不想负起重担，但是他又不想辜负朋友、政党。根据查尔斯·格雷维尔（Charles Greville）的记载，墨爾本子爵对他的秘书湯姆·楊格（Tom Young）说：“这个职位太无聊了。我应该怎样做？”汤姆回应道：“罗马人、希腊人从未担任过这个职位，就算任期只有三個月，接受任命也是值得的。”墨爾本：“你说得对，我会接受任命。”
因为反对辉格党的改革方法，英皇在11月辞退了墨爾本子爵，並企圖由罗伯特·皮尔爵士担任党魁的托利党组阁。可是在1835年大选中，托利党无法在下议院赢得过半数席位，使得皮尔无法上台。1835年4月，墨爾本子爵重新上台。这是英国君主最后一次嘗試违背国会中的多数派的情况下，任命一个政府。

### 遭到勒索
次年，墨爾本子爵再次陷入醜聞。这次，他遭到名媛卡洛琳·诺顿（Caroline Norton）的丈夫乔治·查普尔·诺顿（George Chapple Norton）勒索。他要求墨爾本子爵交出1,400英镑，否则就到法院控诉墨爾本子爵与他的妻子通姦，然而，墨爾本子爵拒绝了他的要求。在当时，这足以毁掉一个政治家的前途。墨爾本子爵政府并未倒台，因为他的正直众人皆知。英皇与威灵顿公爵皆促请墨爾本子爵继续担任首相一职。后来，乔治败诉，墨爾本子爵经历此事后，并没有顾忌，继续探访卡洛琳。
然而，历史学家博伊德·希尔顿（Boyd Hilton）始终认为墨爾本子爵的个人生活有问题。

### 维多利亚女皇
维多利亚女皇在1837年6月20日登基时，时任首相是墨爾本子爵。她刚满18岁，刚刚挣脱母亲根德公爵夫人（Duchess of Kent）与家臣约翰·康罗伊爵士（Sir John Conroy）的束博。在接下来的四年里，墨爾本子爵一直教导她政治的艺术，后来，两人成为了好友，维多利亚女王曾说过她把墨爾本子爵当成了父亲（维多利亚女王的父亲在她八个月时就去世了，而墨爾本子爵的女儿则年纪轻轻即夭折）。墨爾本子爵经常花四到五个小时去探访维多利亚女王，或者向她写信，维多利亚女王总是热情地回复。

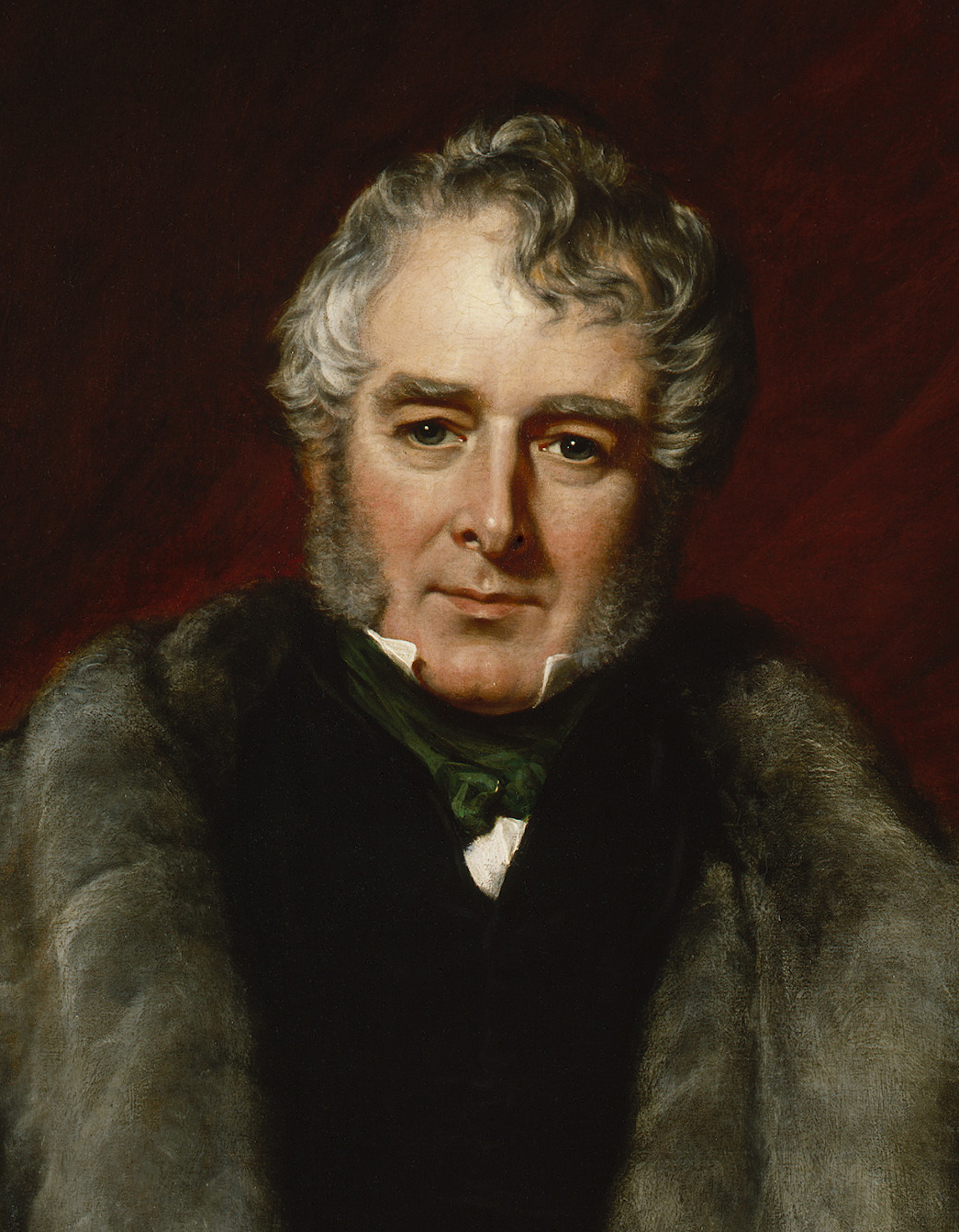
墨爾本子爵

1839年5月，墨爾本子爵的辞职引发了後座議員危機（Bedchamber Crisis）。有望成为首相的罗伯特·皮尔爵士要求维多利亚解雇一些有辉格党背景的随从，因为君主不应对任何一个政党表现出偏好。维多利亚女王在墨爾本子爵的支持下拒绝了他的要求（她误认为皮尔要求她解雇所有随从）。皮尔拒绝接替墨爾本子爵，所以后者继续留任首相一职。
墨爾本子爵在任内推行了一系列改革。如提出旨在减少罪案的管理法令，还改革了地方政府，最后，改革了济贫法，订立了贫民被强制抓进济贫院的条件。
1841年2月25日，他成为了皇家學會院士。

## 晚年
1841年8月，再次提出辞职，获得接受。在他离任后，维多利亚女王仍然向他写信。但是，到了最后，两人之间的书信往来中断了，因为这是不适宜的。阿尔伯特亲王的出现代替了墨爾本子爵的輔助角色。
墨爾本子爵去世后，他的头衔被胞弟弗雷德里克继承。

## 纪念
澳大利亚城市墨尔本即以他为名，他是该城起名时的首相。

## 注脚
1. ↑  J. A. Cannon, "Melbourne, William Lamb, 2nd Viscount", in J. A. Cannon ed., The Oxford Companion to British History, 2009, p. 364.
2. 1 2 3  Peter Mandler, "William Lamb （页面存档备份，存于）", Oxford  Dictionary of National Biography, Oxford University Press, 2004-09, online ed., 2008-01, accessed 2009-12-27.
3. ↑  Sunday Times: Property. . Mad, bad and dangerous to know" has become Lord Byron's lasting epitaph. Lady Caroline Lamb coined the phrase after her first meeting with the poet at a society event in 1812. (Dublin, Ireland: The Times Online). 17 November 2002  [21 February 2010]. （原始内容存档于2012-07-12）.
4. ↑  Henry Dunckley, Lord Melbourne, p. 135.
5. ↑  David Cecil, The Young Melbourne & Lord M, 2001, p. 321.
6. ↑  I.D.C. Newbould, "William IV and the Dismissal of the Whigs, 1834", Canadian Journal of History, 1976, Vol. 11 Issue 3, pp. 311 - 30.
7. ↑  David Cecil, Melbourne, 1954, ch. 11.
8. ↑  Boyd Hilton, A Mad, Bad, and Dangerous People? England 1783–1846, 2006, p. 500.
9. ↑  Cecil, Melbourne, ch. 14.
10. ↑  .   [15 December 2006]. （原始内容存档于2007-01-22）.

| 前任： 罗伯特·皮尔爵士，Bt | 联合王国首相 1835 - 1841 | 繼任： 罗伯特·皮尔爵士，Bt |
| 前任： 佩尼斯顿·兰姆       | 墨尔本子爵 1828 - 1848   | 繼任： 弗雷德里克·兰姆     |